# Jung Yei-hyun
Jung Yei-hyun (ur. 16 czerwca 1987) – południowokoreański zapaśnik walczący w stylu wolnym. Zajął osiemnaste miejsce na mistrzostwach świata w 2019 roku. 
Dziesiąty na igrzyskach azjatyckich w 2002 i dwunasty w 2022. Brązowy medalista mistrzostw Azji w 2022 roku.